# West Halton
West Halton is een civil parish in het bestuurlijke gebied North Lincolnshire, in het Engelse graafschap Lincolnshire met 340 inwoners.

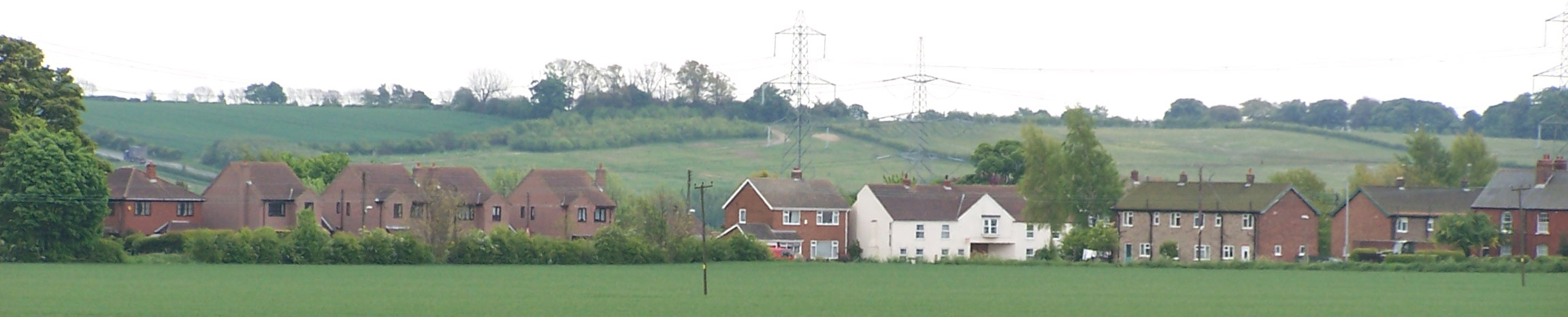
West Halton